# Ralf Fahrmann
Ralf Fahrmann (n. 27 septembrie 1988 în Chemnitz) este un jucător german de fotbal care joacă la echipa de primă divizie germană Schalke 04 pe post de portar.

## Cariera
Ralf Fahrmann a jucat la trei echipe în cariera lui. Acestea sunt:
- - Schalke 04 și Schalke 04 II între 2007 și 2009, pentru care a strâns 40 de meciuri în doi ani.
  - Eintracht Frankfurt din 2009

El este component al echipei naționale de tineret a Germaniei.

## Viața personală
Ralf are un frate, Falk Fahrmann, care joacă la FSV Zwickau.